# Grande Prêmio da Grã-Bretanha de 1996
Resultados do Grande Prêmio da Grã-Bretanha de Fórmula 1 realizado em Silverstone em 14 de julho de 1996. Décima etapa da temporada, teve como vencedor o canadense Jacques Villeneuve, da Williams-Renault.

## Resumo da prova

### Resultado dos treinos
Logo nos treinos livres de sexta-feira os carros da Williams mostraram que a prova britânica seria um evento particular da equipe em razão da performance de Jacques Villeneuve e Damon Hill num duelo particular onde o canadense impôs sete décimos de segundo sobre seu companheiro no time de Grove, embora Hill tenha usado pneus em piores condições. No sábado o filho de Graham Hill deu o troco e assegurou o primeiro lugar por menos de dois décimos de segundo em relação a Villeneuve e alimentou expectativas de um duelo similar ao ocorrido na Austrália, sobretudo pela vontade do canadense em pagar na mesma moeda a frustração sofrida quando Hill venceu a prova no Canadá.
Ricardo Rosset obteve o tempo de 1:30.529, porém foi constatado que o carro estava com peso abaixo do permitido e por isso ele foi punido caindo da 17ª para a 20ª posição no grid.

### Sobre a corrida
Logo na largada ocorreu uma inversão de expectativas quando Villeneuve saiu à frente e trouxe consigo Alesi, Häkkinen e Schumacher deixando Hill na quinta posição graças a uma péssima largada do inglês que desperdiçou sua pole enquanto Barrichello fechava a zona de pontuação. Algum tempo depois a Ferrari saiu da prova quando, entre as voltas três e cinco, Michael Schumacher teve uma pane hidráulica e Eddie Irvine perdeu o motor e com isso Berger subiu para o sexto lugar.
Girando mais rápido que o resto do pelotão à base de um segundo por volta, Villeneuve comandou o primeiro terço de corrida sem nenhuma preocupação e retornou à pista em quarto lugar após seu pit stop, entretanto sua condição melhorou quando Hill abandonou a disputa na vigésima sétima volta ao perseguir Häkkinen na Copse, erro creditado por Hill a falhas ora na suspensão, ora nos freios. Em seguida a liderança voltou às mãos de Villeneuve quando Häkkinen e Alesi foram ao pit lane. Favorecido por 35 segundos de vantagem, o piloto da Williams fez sua parada final nos boxes após dois terços de prova e manteve-se como líder da prova enquanto Berger ascendeu ao segundo lugar após a Benetton de Alesi abandonar por causa dos freios e depois de Häkkinen ir aos boxes pela última vez. Atrás deles vinham Barrichello, Coulthard e Brundle.
Jacques Villeneuve venceu e tornou-se o primeiro piloto de fora da Europa a triunfar no Reino Unido desde Ayrton Senna em 1993. Ao comentar sua vitória, ele destacou que a prova foi decidida na largada e que por precisar de duas paradas de box ele aproveitou que estava adiante de Hill e acelerou, pois sabia que o inglês faria um pit stop enquanto, no seu caso, seriam duas paradas. Além de reduzir sua desvantagem no campeonato para quinze pontos, o filho de Gilles Villeneuve cumpriu a promessa e venceu na casa de seu adversário, tal como Damon Hill fizera há um mês no Canadá. O pódio contou ainda com as presenças de Gerhard Berger e Mika Häkkinen enquanto Rubens Barrichello, David Coulthard e Martin Brundle fecharam a zona dos pontos.
Última corrida da equipe Forti e do piloto Andrea Montermini.

## Classificação da prova

### Treino oficial
| Pos.                     | Nº | Piloto                | Construtor         | Tempo     | Diferença |
| ------------------------ | -- | --------------------- | ------------------ | --------- | --------- |
| 1                        | 5  | Damon Hill            | Williams-Renault   | 1:26.875  |           |
| 2                        | 6  | Jacques Villeneuve    | Williams-Renault   | 1:27.070  | + 0.195   |
| 3                        | 1  | Michael Schumacher    | Ferrari            | 1:27.707  | + 0.832   |
| 4                        | 7  | Mika Häkkinen         | McLaren-Mercedes   | 1:27.856  | + 0.981   |
| 5                        | 3  | Jean Alesi            | Benetton-Renault   | 1:28.307  | +1.432    |
| 6                        | 11 | Rubens Barrichello    | Jordan-Peugeot     | 1:28.409  | + 1.534   |
| 7                        | 4  | Gerhard Berger        | Benetton-Renault   | 1:28.653  | + 1.778   |
| 8                        | 12 | Martin Brundle        | Jordan-Peugeot     | 1:28.946  | + 2.071   |
| 9                        | 8  | David Coulthard       | McLaren-Mercedes   | 1:28.966  | + 2.091   |
| 10                       | 2  | Eddie Irvine          | Ferrari            | 1:29.186  | + 2.311   |
| 11                       | 15 | Heinz-Harald Frentzen | Sauber-Ford        | 1:29.591  | + 2.716   |
| 12                       | 18 | Ukyo Katayama         | Tyrrell-Yamaha     | 1:29.913  | + 3.038   |
| 13                       | 14 | Johnny Herbert        | Sauber-Ford        | 1:29.947  | + 3.072   |
| 14                       | 19 | Mika Salo             | Tyrrell-Yamaha     | 1:29.949  | + 3.074   |
| 15                       | 17 | Jos Verstappen        | Footwork-Hart      | 1:30.102  | + 3.227   |
| 16                       | 9  | Olivier Panis         | Ligier-Mugen/Honda | 1:30.167  | + 3.292   |
| 17                       | 10 | Pedro Paulo Diniz     | Ligier-Mugen/Honda | 1:31.076  | + 4.201   |
| 18                       | 21 | Giancarlo Fisichella  | Minardi-Ford       | 1:31.365  | + 4.490   |
| 19                       | 20 | Pedro Lamy            | Minardi-Ford       | 1:31.454  | + 4.579   |
| Limite dos 107% 1:32.956 |    |                       |                    |           |           |
| 20                       | 16 | Ricardo Rosset        | Footwork-Hart      | Sem tempo |           |
| DNQ                      | 23 | Andrea Montermini     | Forti-Ford         | 1:35.206  | +8.331    |
| DNQ                      | 22 | Luca Badoer           | Forti-Ford         | 1:35.304  | +8.429    |
| Fonte:                   |    |                       |                    |           |           |

### Corrida
| Pos.   | Nº | Piloto                | Construtor         | Voltas | Tempo/Diferença | Grid | Pontos |
| ------ | -- | --------------------- | ------------------ | ------ | --------------- | ---- | ------ |
| 1      | 6  | Jacques Villeneuve    | Williams-Renault   | 61     | 1:33:00.874     | 2    | 10     |
| 2      | 4  | Gerhard Berger        | Benetton-Renault   | 61     | + 19.026        | 7    | 6      |
| 3      | 7  | Mika Häkkinen         | McLaren-Mercedes   | 61     | + 50.83         | 4    | 4      |
| 4      | 11 | Rubens Barrichello    | Jordan-Peugeot     | 61     | + 1:06.716      | 6    | 3      |
| 5      | 8  | David Coulthard       | McLaren-Mercedes   | 61     | + 1:22.507      | 9    | 2      |
| 6      | 12 | Martin Brundle        | Jordan-Peugeot     | 60     | + 1 volta       | 8    | 1      |
| 7      | 19 | Mika Salo             | Tyrrell-Yamaha     | 60     | + 1 volta       | 14   |        |
| 8      | 15 | Heinz-Harald Frentzen | Sauber-Ford        | 60     | + 1 volta       | 11   |        |
| 9      | 14 | Johnny Herbert        | Sauber-Ford        | 60     | + 1 volta       | 13   |        |
| 10     | 17 | Jos Verstappen        | Footwork-Hart      | 60     | + 1 volta       | 15   |        |
| 11     | 21 | Giancarlo Fisichella  | Minardi-Ford       | 59     | + 2 voltas      | 18   |        |
| Ret    | 3  | Jean Alesi            | Benetton-Renault   | 44     | Freios          | 5    |        |
| Ret    | 9  | Olivier Panis         | Ligier-Mugen/Honda | 40     | Handling        | 16   |        |
| Ret    | 10 | Pedro Paulo Diniz     | Ligier-Mugen/Honda | 38     | Motor           | 17   |        |
| Ret    | 5  | Damon Hill            | Williams-Renault   | 26     | Roda            | 1    |        |
| Ret    | 20 | Pedro Lamy            | Minardi-Ford       | 21     | Câmbio          | 19   |        |
| Ret    | 16 | Ricardo Rosset        | Footwork-Hart      | 13     | Pane elétrica   | 20   |        |
| Ret    | 18 | Ukyo Katayama         | Tyrrell-Yamaha     | 12     | Motor           | 12   |        |
| Ret    | 2  | Eddie Irvine          | Ferrari            | 5      | Diferencial     | 10   |        |
| Ret    | 1  | Michael Schumacher    | Ferrari            | 3      | Pane hidráulica | 3    |        |
| DNQ    | 23 | Andrea Montermini     | Forti-Ford         |        |                 | 21   |        |
| DNQ    | 22 | Luca Badoer           | Forti-Ford         |        |                 | 22   |        |
| Fonte: |    |                       |                    |        |                 |      |        |

## Tabela do campeonato após a corrida
| Pos. | Piloto             | Pontos |
| ---- | ------------------ | ------ |
| 1    | Damon Hill         | 63     |
| 2    | Jacques Villeneuve | 48     |
| 3    | Michael Schumacher | 26     |
| 4    | Jean Alesi         | 25     |
| 5    | Gerhard Berger     | 16     |

| Pos. | Construtor       | Pontos |
| ---- | ---------------- | ------ |
| 1    | Williams-Renault | 111    |
| 2    | Benetton-Renault | 41     |
| 3    | Ferrari          | 35     |
| 4    | McLaren-Mercedes | 32     |
| 5    | Jordan-Peugeot   | 13     |

- Nota: Somente as primeiras cinco posições estão listadas.